# Direcció general d'Avaluació i Cooperació Territorial
La Direcció general d'Avaluació i Cooperació Territorial és un òrgan de gestió del Ministeri d'Educació i Formació Professional amb dependència orgànica de la Secretaria d'Estat d'Educació i Formació Professional encarregada de les relacions de coordinació i cooperació amb les Comunitats Autònomes i corporacions locals en l'àmbit educatiu; la programació i gestió de l'ensenyament a Ceuta i Melilla; l'ordenació acadèmica bàsica dels ensenyaments no universitaris i l'elaboració i foment de recerques, innovacions, estudis i informes sobre educació.

## Funcions
Les competències d'aquesta direcció general es regula en l'article 5 del Reial decret 284/2017, de 24 de març, i li atorga les següents competències:
- Les relacions de coordinació, col·laboració i cooperació amb les Comunitats Autònomes, Corporacions Locals i unes altres Administracions Públiques, en l'àmbit educatiu, i la promoció de l'intercanvi d'informació i de projectes de bones pràctiques entre les diferents Administracions educatives, així com la planificació, gestió i seguiment dels programes de cooperació territorial i dels convenis de col·laboració i cooperació amb les Comunitats Autònomes en aquest àmbit.
- L'assistència i suport a la Conferència Sectorial d'Educació i altres òrgans de cooperació entre l'Estat i les Comunitats Autònomes en matèria d'educació no universitària.
- La coordinació i el suport a les Unitats perifèriques del Departament a Ceuta i Melilla, la programació i gestió de l'ensenyament, la tramitació de les ajudes de transport i menjador escolar, la planificació de les necessitats d'infraestructura i equipaments educatius a Ceuta i Melilla, en col·laboració amb la Gerència d'Infraestructures i Equipaments d'Educació i Cultura, el règim de funcionament dels centres docents i la coordinació de la política de personal docent en l'àmbit de competència territorial del Ministeri d'Educació i Formació Professional.
- L'establiment de les directrius i els mòduls mínims de l'ensenyament concertat.
- L'elaboració del règim jurídic bàsic dels centres estrangers que imparteixen ensenyaments a Espanya, sense perjudici de la coordinació amb la Direcció general de Planificació i Gestió Educativa.
- La gestió del registre estatal de centres docents.
- L'ordenació acadèmica bàsica dels ensenyaments no universitaris i la promoció de les normes relatives als sistemes d'accés i procediments d'admissió a la universitat, en coordinació amb la Secretaria General d'Universitats.
- L'establiment de les directrius per a l'expedició de títols oficials espanyols i la gestió del Registre Central de Títols no universitaris i del Registre de Títols acadèmics i professionals no universitaris.
- L'aprovació de les equivalències d'escales de qualificacions de títols i estudis estrangers, en l'àmbit de les seves competències, i l'homologació i convalidació d'aquests en l'àmbit de les seves competències.
- L'elaboració de la normativa bàsica en matèria de concerts educatius, l'establiment de les directrius i del mòdul econòmic de distribució de fons públics per al sosteniment de centres concertats.
- L'elaboració de les bases del règim jurídic de la funció pública docent i la coordinació de la política del personal docent.
- El seguiment de les disposicions i actes de les Comunitats Autònomes en matèria educativa universitària i no universitària, i l'adopció o proposta de mesures derivades de l'exercici de les funcions d'alta inspecció de l'Estat en matèria d'ensenyament.
- L'exercici de la funció inspectora educativa en l'àmbit de les competències del Departament.
- La coordinació d'actuacions relatives als ensenyaments de llengües estrangeres i als programes d'ensenyaments d'idiomes i bilingües.
- L'elaboració i foment de recerques, innovacions, estudis i informes sobre educació i la realització i edició de publicacions i materials sobre educació, d'acord amb el programa editorial del Departament.
- Els programes de suport i innovació tendents a la compensació de desigualtats, la inclusió educativa, l'atenció a sectors desfavorits en l'àmbit de l'educació o l'atenció a altres àrees d'interès social.
- La programació i gestió de les actuacions i plans per promoure la igualtat d'oportunitats en l'accés a l'educació.
- La coordinació de les polítiques d'avaluació general del sistema educatiu i la realització, en col·laboració amb els organismes corresponents de les administracions educatives, de les avaluacions que atribueixi al Ministeri d'Educació i Formació Professional la normativa vigent.
- La coordinació de la participació de l'Estat espanyol en les avaluacions internacionals i la participació en l'elaboració dels indicadors internacionals de l'educació sense perjudici de les competències de la Subsecretaria en matèria estadística. El seguiment i participació en les actuacions de la Unió Europea i resta de organismes internacionals, així com als programes de cooperació internacional, desenvolupades en l'àmbit competencial de la Direcció general, sense perjudici de les funcions que corresponen a la Direcció general de Planificació i Gestió Educativa, en col·laboració, quan correspongui, amb el SEPIE en l'àmbit de les seves competències.
- L'elaboració del Sistema Estatal d'Indicadors de l'Educació, i la realització de recerques i estudis d'avaluació del sistema educatiu i la difusió de la informació que ofereixin ambdues actuacions.
- L'elaboració i difusió de materials curriculars i altres documents de suport al professorat, el disseny de models per a la formació del personal docent i el disseny i la realització de programes específics, en col·laboració amb les Comunitats Autònomes, destinats a l'actualització científica i didàctica del professorat.
- L'elaboració i difusió de materials en suport digital i audiovisual de totes les àrees de coneixement, amb la finalitat de que les tecnologies de la informació i la comunicació siguin un instrument ordinari de treball a l'aula per al professorat de les diferents etapes educatives.
- La realització de programes de formació específics, en col·laboració amb les Comunitats Autònomes, en l'àmbit de l'aplicació a l'aula de les Tecnologies de la Informació i la Comunicació.
- El manteniment dels portals de recursos educatius i la creació de xarxes socials per facilitar l'intercanvi d'experiències i recursos entre el professorat.

## Estructura
La Direcció general de Belles arts i Patrimoni Cultural té sota la seva dependència els següents òrgans:
- Subdirecció General de Cooperació Territorial.
- Subdirecció General d'Ordenació Acadèmica.
- Subdirecció General d'Inspecció.
- Centre Nacional d'Innovació i Recerca Educativa.
- Institut Nacional d'Avaluació Educativa.
- Institut Nacional de Tecnologies Educatives i de Formació del Professorat.

## Llista de directors generals
- María de la Consolación Velaz de Medrano Ureta (2018-)[3]
- Marco Aurelio Rando Rando (2017-2018)
- José Luis Blanco López (2015-2017)[4]
- Ignacio Sánchez Pérez (2014-2015)
- Alfonso González Hermoso de Mendoza (2012-2014)
- Xavier Gisbert da Cruz (2012)
- Rosa Peñalver Pérez (2008-2012)
- María Antonia Ozcariz Rubio (2004-2008) (D.G Corporació Territorial i Alta Inspecció)
- Juan Ángel España Talón (2000-2004)